# Gouvernement Lambertz III
Pour les articles homonymes, voir Gouvernement Lambertz.
Lambertz III est le nom du gouvernement de la Communauté germanophone de Belgique formé par une coalition tripartite, associant la famille socialiste, libérale et le parti communautaire ProDG.
Ce gouvernement a été institué le 23 juin 2009 à la suite des élections régionales et communautaires et succède au Gouvernement Lambertz II.
À la fin de son mandat, le 30 mai 2014, le Gouvernement Paasch a succédé à ce gouvernement

## Composition du Gouvernement
| Fonction                                                     | Titulaire | Titulaire           | Parti |
| ------------------------------------------------------------ | --------- | ------------------- | ----- |
| Ministre-président Ministre des Pouvoirs locaux              |           | Karl-Heinz Lambertz | SP    |
| Ministre de l’Enseignement, de la Formation et de l'Emploi   |           | Oliver Paasch       | ProDG |
| Ministre de la Culture et des Médias et du Tourisme          |           | Isabelle Weykmans   | PFF   |
| Ministre de la Famille, de la Santé et des Affaires sociales |           | Harald Mollers      | ProDG |